# Vampir
Vampir je mitološko bitje, ki se prehranjuje z življenjsko silo živih bitij, navadno tako, da pije njihovo kri. Ima izrazita ostra podočnika, s pomočjo katerih žrtvi pije kri. Največkrat zgodbe opisujejo vampirje kot nesmrtne ali pa mrtve, po nekaterih legendah pa naj bi bili to tudi živi ljudje.
Vampirje so omenjali že v Bibliji, kjer je opisana demonska ženska Lilith, ki naj bi bila prva vampirka sploh.
V sodobni fikciji so vampirji gracilna, karizmatična bitja blede polti, včasih pa so jih opisovali kot nabuhle, rdeče pošasti, ki so obdane s temo. Današnja podoba vampirja izvira iz začetka 19. stoletja, ko so starodavne legende iz Vzhodne Evrope in Balkana postale znane Zahodni javnosti. Po legendah imajo vampirji bledo, mrzlo kožo, rdeče, zlate ali črne oči in velike/lahko navadne sprednje zobe. Lahko imajo tudi nadnaravne moči, kot so hitrost, branje misli,lahko se spremenijo v živali , jasnovidnost in izjemno izostrene čute. Vampirji naj v ogledalu ne bi imeli odseva. Po legendah naj bi nas vse na njih privlačilo (glas, obraz in celo vonj).
Po nekaterih legendah naj bi vampirja lahko ubil samo ošiljen lesen kol, s katerim mu nekdo prebode srce, blagoslovljena voda, ki se polije na vampirja, sončna svetloba, ki posveti nanj, ogenj, ki ga sežge, ali če ga raztrga drug vampir. Vampirje naj bi odganjal česen, bali pa naj bi se tudi križa.
Vampirji naj bi podnevi spali v lesenih krstah, ponoči pa lovili svoje žrtve.
V vampirja naj bi se človek spremenil, če bi ga eden od njih ugriznil.